# Rollschuh-Sport Basel
Il Rollschuh-Sport Basel è un club di hockey su pista avente sede a Basilea in Svizzera.

## Palmarès

### Titoli nazionali
- Campionato svizzero: 2
  - 1985, 2015
- Coppa di Svizzera: 4
  - 1976, 1977, 1979, 1987